# Pic England
Pour les articles homonymes, voir England.
Le pic England est le point culminant du massif Dufek et de la chaîne Pensacola, à 2 150 m d'altitude, dans la chaîne Transantarctique. Il est nommé par l'Advisory Committee on Antarctic Names sur proposition d'Arthur B. Ford, chef d'une équipe de terrain de l'Institut d'études géologiques des États-Unis, en l'honneur d'Anthony W. England, qui travaille comme géophysicien dans le massif Dufek durant les saisons 1976-1977 et 1978-1979.